# Kim Cheol-min
Kim Cheol-min (in hangŭl: 김철민; Seul, 29 novembre 1992) è un pattinatore di velocità su ghiaccio e pattinatore di short track sudcoreano.

## Biografia
Fin da bambino, si è dedicato allo short track. Nel 2010 fu selezionato dalla nazionale sudcoreana, che nel marzo 2011 vinse la medaglia d'oro ai Mondiali a squadre di Varsavia. Pochi mesi dopo, Kim decise di dedicarsi al pattinaggio di velocità su pista lunga.

È il fratello del pattinatore di short track Kim Dam-Min.

## Palmarès

### Pattinaggio di velocità

#### Olimpiadi
- 1 medaglia:
  - 1 argento (inseguimento a squadre a Soči 2014).

#### Campionati mondiali su distanza singola
- 1 medaglia:
  - 1 argento (inseguimento a squadre a Soči 2013).

#### Universiadi
- 1 medaglia:
  - 1 oro (inseguimento a squadre a Trentino 2013).

#### Campionati mondiali juniores
- 2 medaglie:
  - 1 argento (inseguimento a squadre a Obihiro 2012);
  - 1 bronzo (5000 m a Obihiro 2012).

### Short track

#### Campionati mondiali a squadre
- 1 medaglia:
  - 1 oro (Varsavia 2011).